# 小沢正夫 (国文学者)
小沢 正夫（おざわ まさお、1912年11月 - 2005年）は、日本の国文学者、愛知県立大学名誉教授。

## 経歴
出生から修学期
1912年、東京で生まれた。本籍・茨城県古河市。暁星中学校、浦和高等学校を卒業し、東京帝国大学国文科に進んだ。1935年に同大学を卒業。
教員時代
1936年より愛知淑徳高等女学校教諭として勤務。1938年からは愛知県第一高等女学校教諭として勤務した。
戦後
太平洋戦争後の1947年、愛知県立女子専門学校教授に就いた。1950年に同専門学校が愛知県立女子短期大学となると、同大学助教授となった。1957年に教授昇格。1961年、学位論文『古代歌学の形成についての研究』を東京大学に提出して文学博士号を取得。1966年、愛知県立大学教授に転じた。1976年に愛知県立大学を定年退任し、名誉教授となった。その後は愛知学院大学教授、1980年からは中京大学教授として教鞭をとった。

## 受賞・栄典
- 1989年：紺綬褒章叙勲。

## 研究内容・業績
専門は国文学で、和歌に関する著作が多い。しかしフランス文学など比較文学の視点に立った著作もある。

## 家族・親族
- 母方の祖母：関根正直の姉。

## 著作
著書
- 『万葉歌人の思想と芸術』新泉書房 1949
- 『古今集の世界』塙選書 1961
- 『古代歌学の形成』塙書房 1963
- 『フランスの空の下 国文学者の西洋見学』和泉書院　1988
- 『万葉集と古今集 古代宮廷叙情詩の系譜』新典社研究叢書 1992

共編著
- 『古今新古今とその周辺』島津忠夫共編、大学堂書店　1972
- 『作者別年代順古今和歌集』編著、明治書院　1975
- 『三代集の研究』編、明治書院　1981

校注
- 『平家物語』(日本古典文学大系) 高木市之助・渥美かをる・金田一春彦共校注、岩波書店 1959
- 『袋草紙注釈』共著　塙書房　1974-76
- 『古今和歌集』(新編日本古典文学全集 11) 松田成穂共校注・訳 小学館 1994

## 参考
- 紀伊国屋書店